# YMCA

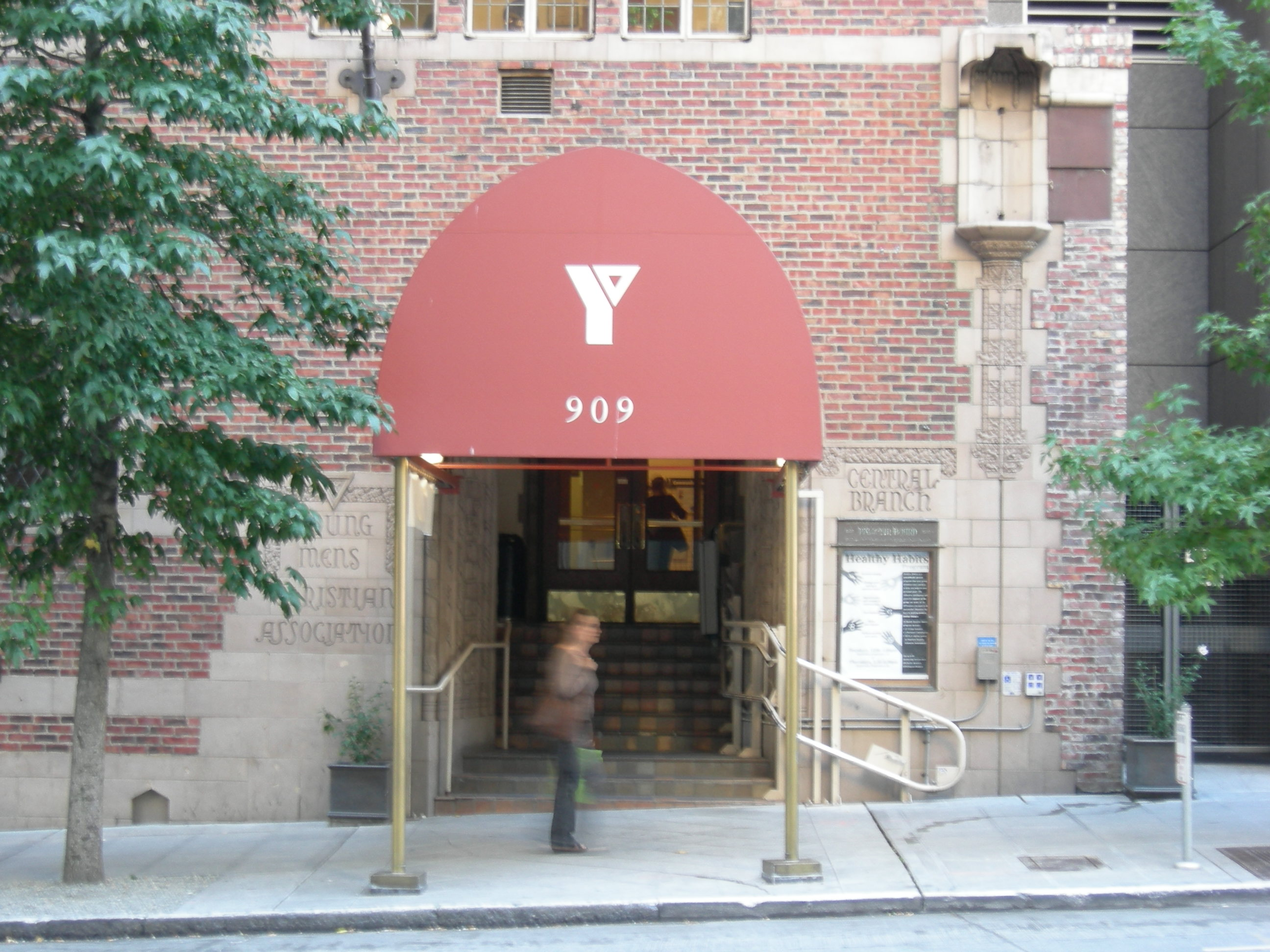
YMCA in Seattle

De YMCA (Young Men's Christian Association) is de grootste oecumenisch-christelijke jongerenorganisatie van de wereld met ongeveer 45 miljoen leden uit meer dan 130 landen.
De YMCA werd opgericht in Londen op 6 juni 1844 door George Williams.
De YMCA bezit een aantal jeugdherbergen verspreid over de wereld. In Amerika is YMCA zeer groot en bekend om de jeugdkampen en sportfaciliteiten voor jeugd en jongeren. Ook in Europa is de YMCA voornamelijk actief als jongerenorganisatie.
YMCA Nederland is een non-profitorganisatie aangesloten bij de Wereldbond van YMCA's en YMCA Europa. Ook zijn er in Nederland veel losstaande (lokale) verenigingen die behoren tot de gemeenschap van de YMCA in Nederland.

## Village People
YMCA is ook wel bekend van het disconummer van de Village People. Zij hadden in 1978 een wereldhit met het nummer Y.M.C.A. maar hadden niets met de officiële YMCA-organisatie te maken.